# 戦士の休息
「戦士の休息／野性の証明のテーマ」（せんしのきゅうそく／やせいのしょうめいのテーマ）は、1978年8月10日発売の町田義人のシングル。同年公開の映画『野性の証明』の主題歌。翌年放送のテレビドラマ版『野性の証明』でもエンディングテーマ曲となった。オリコン最高位6位、累計売上29.5万枚を記録した。

## 収録曲
両曲　作詞：山川啓介・作編曲：大野雄二。

### Side:A
1. 戦士の休息／野性の証明のテーマ

### Side:B
1. 銀河を泳げ

## 収録アルバム
- 長距離ランナー（1978年）
- 野性の証明 オリジナル・サウンドトラック（1978年）
- 角川映画スペシャル（1985年）
- 角川映画主題歌集（2011年）
- 角川映画主題歌集~デラックス（2011年）
- 40周年記念コンピレーション ザ・角川映画スペシャル（2016年）

## カバー

### 戦士の休息
- 壬生狼 - 2002年、CDシングル「壬生狼」に収録。
- 石井竜也 - 2005年、アルバム『Yuji Ohno, You & Explosion Band -Made in Y.O.-』に収録。
  - 保志総一朗 - 2009年。テレビアニメ「そらのおとしもの」第4話エンディングテーマ。演じているキャラクター桜井智樹名義。
- クロード・チアリ - 2010年、アルバム『日本映画・ＴＶドラマ主題曲集』に収録。ギター演奏。
- 薬師丸ひろ子 - 2016年、カバー・アルバム『Cinema Songs』に収録[2]。